# Jan van der Hoeven (dichter)
Jan van der Hoeven (Assebroek, 3 november 1929 - Brugge, 20 december 2014) was een Vlaams dichter.

## Levensloop
Na zijn middelbare studies aan het Sint-Lodewijkscollege in Brugge studeerde hij geschiedenis aan de Rijksuniversiteit Gent. Hij werd leraar in het middelbaar onderwijs. Hij trouwde met de Duitse Margarete Palm.
Hij was redactielid van De Tafelronde, medestichter en redactielid van Diagram en Diogenes, redactielid van het Nieuw Vlaams Tijdschrift, lid van de avant-garde-kunstgroep Raaklijn in Brugge, waar hij onder meer zijn jeugdvriend Paul De Wispelaere en Renaat Ramon ontmoette.
Hij experimenteerde op een lichtvoetige manier met de taal. Hij was een virtuoos van de woordspelingen en de dubbele bodems. Zijn gedichten verwijzen vaak naar beeldende kunst, naar geometrie, naar kleuren en muziek, naar de natuurelementen. 
Spanje was zijn tweede vaderland en het echtpaar bracht er jaarlijks een volle maand door, onder meer met dichter Mark Braet. Jan schreef een lange reeks gedichten over 'El camino de Santiago'. Renaat Ramon schreef: "Spanje, liefde en taal waren zijn thema's. Het is wel duidelijk: voor deze dichter is het dichterschap geen doem, zoals voor Slauerhoff. Het is zijn zaligheid." Over zichzelf zei van der Hoeven ooit: "Hij gelooft dat poëzie een epidemie is, waarbij de woorden elkaar aansteken."
Surrealisme en humor speelden een grote rol in zijn 'light verses'. Zo schreef hij onder meer leuke parodieën op Guido Gezelle, maar ook giftige grafschriften. 
Behalve poëzie schreef hij artikels, biografieën, cabaretteksten en publicitaire slogans. Hij werkte ook voor radio en tv en hij gaf - tot zijn pensionering in 1992 - les aan het VTI te Brugge.

## Publicaties
- Projectieschrijven, 1957.
- Te woord staan, 1959.
- Lecina, je land, 1961
- Elementair, 1963
- Hagel en Blank, 1968.
- Welkom in Pest-Vlaanderen, 1969.
- Nuange en andere dichten, 1995.
- Bloemlezing uit de poëzie van Jan van der Hoeven, samengesteld door Renaat Ramon, uitgeverij Poëziecentrum Gent, 2000.